# Huang Jing
Huang Jing (en chinois 黃京), né à Canton en 1987, est un artiste et photographe chinois connu principalement pour ses photographies en noir et blanc.  Il vit et travaille à Shenzhen.

## Biographie
Huang Jing étudie la photographie à l’Académie des beaux arts de Canton dont il sort diplômé en 2010 avec une spécialisation en photographie et arts numériques. En 2007 il présente sa première exposition personnelle dans le hall d’exposition de Fotoyard à Hangzhou. Deux ans plus tard son premier livre Recall est publié. 
En 2011, il participe aux Rencontres d’Arles ou son œuvre Pure of Sight est récompensée du prix Leica Oskar Barnack dans la catégorie Jeune Talent.

## Expositions personnelles
2009
- MUMA Art Space, Canton, Chine

2011
- Hall d’exposition de l’aéroport international de Hong Kong
- Galerie Leica, Solms, Allemagne[2]
- Galerie Salomon-Duval, Paris, France

## Expositions collectives
2008
- Exposition à l’occasion du concours de photographie Epson, Shanghai, Chine

2009
- First ThreeShadows Photography Art Centre Competition, ThreeShadows Photography Art Centre, Pékin, Chine
- Banana, Pékin, Chine.

2010
- Litter World, Shanghai, Chine
- Documentary Photography Award of Southern China, Canton, Chine

2011
- A Ghost Thing, Musée d’art d’Hexiangning, Shenzhen, Chine
- Première biennale de photographie de Pékin, Chine
- Rencontres d’Arles, Arles, France

2013
- Biennale de photographie de Jinan,Jinan, Chine
- Festival de photographie de Lianzhou, Chine

2014
- Leica 10X10, Musée Leica, Wetzlar, Allemagne
- Foam Talent 2014, Foam Museum, Amsterdam, Pays-Bas
- Augen Auf! 100 ans de photographie Leica, Deichtorhallen Museum, Hambourg,  Allemagne.

2015
- Institution Production, Musée du Guangdong, Canton, Chine
- Première édition de la biennale de photographie internationale et de video Changjiang, Galerie d’art contemporain Changjiang , Chongqing, Chine.
- Magic 2015 Contemporary Art Exhibition, Shenzhen, Chine
- Some Emotions, be common to us all, Shanghai, Chine
- Photo Shanghai, Shanghai, Chine
- Fotografia Emergente, Officine Fotografiche, Rome, Italie [3],[4]

2016
- Colourless and Tasteless, La Galerie, Paris 1839, Hong Kong[5]

## Livres
- Pure of Sight [6]
- Recall (2010)